# (7451) Вербицкая
(7451) Вербицкая (лат. Verbitskaya) — типичный астероид главного пояса, открыт 8 августа 1978 года советским астрономом Николаем Черных в Крымской астрофизической обсерватории и 24 января 2000 года назван в честь лингвиста Людмилы Вербицкой.

## Обнаружение и именование
(7451) Вербицкая
Открыт 8 августа 1978 года в Крымской астрофизической обсерватории Н. С. Черных.
Профессор общего языкознания Людмила Алексеевна Вербицкая (р. 1936) является авторитетом в области русского языка и экспериментальной фонетики. Будучи ректором Санкт-Петербургского университета, создала и поддерживала благоприятные условия для развития высшего образования и науки. Название было предложено К. В. Холшевниковым.
Оригинальный текст (англ.)7451 Verbitskaya
Discovered 1978 Aug. 8 by N. S. Chernykh at the Crimean Astrophysical Observatory.
Professor of general linguistics Lyudmila Alekseevna Verbitskaya (b. 1936) is an authority on Russian and experimental phonetics. As rector of St. Petersburg University she has created and supported favorable conditions for the development of higher education and science. The name was suggested by K. V. Kholshevnikov.
Источники: 20000124/MPCPages.arc; M.P.C. 38197.

## Орбита

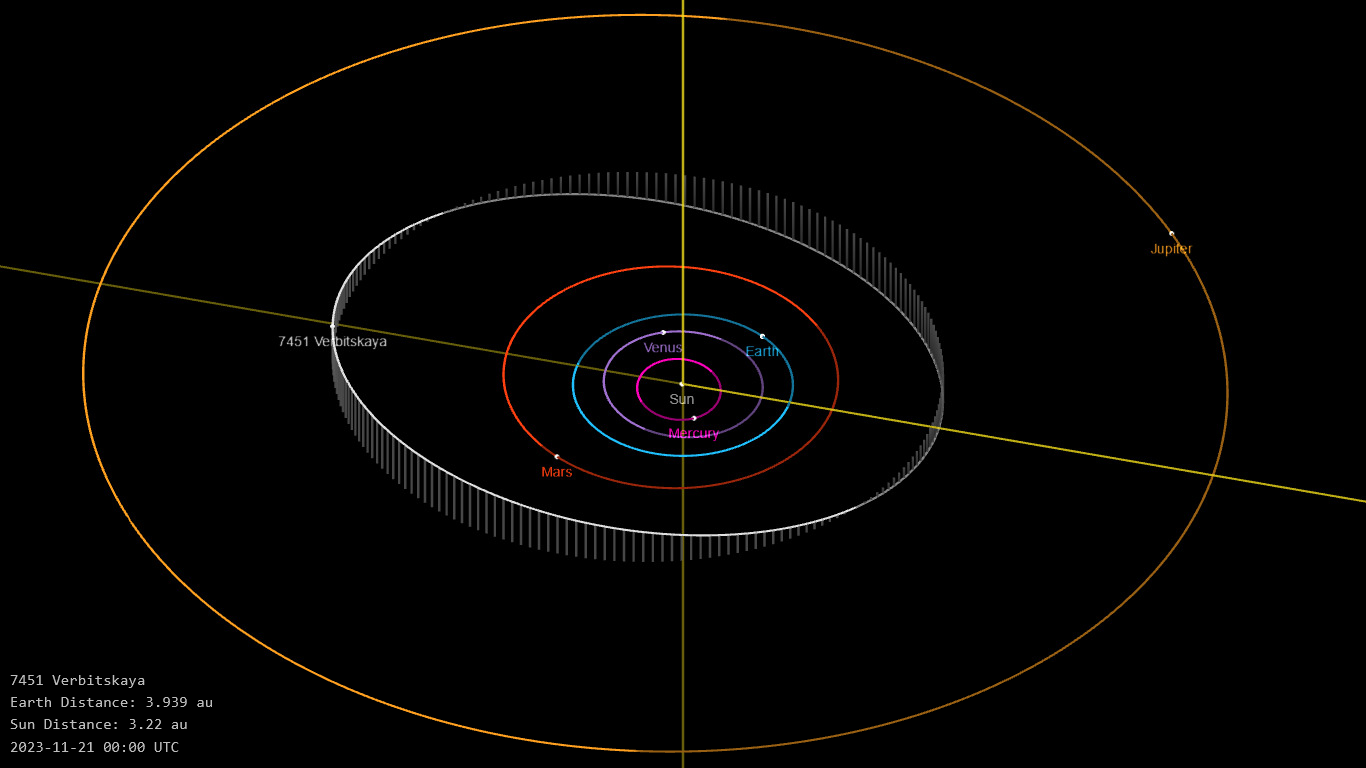
Орбита астероида Вербицкая и его положение в Солнечной системе

## Физические характеристики
Из результатов второго этапа спектроскопической съёмки малых астероидов главного пояса (Small Main-belt Asteroid Spectroscopic Survey, SMASSII) следует, что астероид относится к таксономическому классу S.
По результатам наблюдений в видимом и ближнем инфракрасном диапазоне космического телескопа NEOWISE и наблюдений в инфракрасном диапазоне спутника Akari диаметр астероида оценивался равным 7,563±0,074 км и 8,14±0,84 км. Согласно тем же источникам альбедо оценивается как 0,3713±0,0513, 0,221±0,047 и 0,371±0,051.